# Джонстон, Дональд (политик)
Дональд Джеймс Джонстон (англ. Donald James Johnston; 26 июня 1936, Оттава — 4 февраля 2022, Ковансвиль, Квебек) — канадский юрист и политик. Министр в правительственных кабинетах Пьера Трюдо и Джона Тёрнера (1980—1984), председатель Либеральной партии Канады (1990—1994) и генеральный секретарь ОЭСР (1996—2006). Кавалер государственных наград Канады, Японии и Франции.

## Биография
Родился в Оттаве в 1936 году. Изучал гражданское право в Университете Макгилла в Монреале, получив степень бакалавра права (с золотой медалью) в 1958 году и бакалавра искусств в 1960 году. В 1958/1959 году также учился в Университете Гренобля, использовав полученную стипендию.
Одновременно с адвокатской практикой с 1964 по 1978 год преподавал в Университете Макгилла налоговое право. В 1973 году, после 10 лет карьеры адвоката, стал одним из сооснователей адвокатской фирмы «Джонстон, Хинан и Блейки», впоследствии превратившуюся в одну из самых крупных в Канаде юридических контор, занимавшихся корпоративным правом. Среди клиентов Джонсона были многие канадские актёры и актрисы, в том числе Дональд Сазерленд.
В 1978 году как кандидат от Либеральной партии победил на довыборах в Палату общин Канады от округа Уэстмаунт. В 1979, 1980 и 1983 годах переизбирался в парламент от округа Сент-Анри-Уэстмаунт. С 1980 года входил в либеральный правительственный кабинет Пьера Трюдо, вначале как президент казначейства, а затем как государственный министр науки и технологии и государственный министр экономического и регионального развития. Когда Джонстон начал занимать государственные посты, его имя убрали из названия основанной им адвокатской конторы, ставшей называться «Хинан и Блейки» (партнёр Джонстона по фирме, Питер Блейки, также занимался федеральной политикой и примерно в это же время был одним из лидеров соперничавшей с либералами Прогрессивно-консервативной партии).
После того как Трюдо покинул пост лидера Либеральной партии, Джонстон был одним из кандидатов на роль нового лидера, но на внутрипартийных выборах остался третьим, уступив Джону Тёрнеру и Жану Кретьену. В 1984 году Тёрнер сформировал новый правительственный кабинет, в котором Джонстон занял пост министра юстиции. Однако это правительство оказалось недолговечным, и уже через два с половиной месяца либералы оказались в оппозиции. В оппозиции Джонстон входил в теневой кабинет вначале как критик по финансам, а затем как критик по иностранным делам. По ходу этого срока полномочий парламента Джонстон разошёлся во взглядах с руководством фракции по двум ключевым вопросам. Первым из них было отношение к Канадско-американскому соглашению о свободной торговле, которое он поддерживал, а вторым — Мичское соглашение, которое он критиковал, одновременно предлагая внести в конституцию поправки, усиливавшие автономию провинций, в том числе Квебека. Из-за этих разногласий Джонстон в 1988 году покинул либеральную фракцию в Палате общин и заканчивал срок как «независимый либерал», после этого окончив парламентскую карьеру.
В 1990 году Джонстон был избран председателем Либеральной партии и в 1992 году переизбран на этот пост. Во время его второго срока в качестве председателя партии либералы вернулись к власти в Канаде. В 1994 году канадец был избран следующим генеральным секретарём Организации экономического сотрудничества и развития. Он вступил в должность в 1996 году, став первым неевропейцем во главе этой организации. В 2001 году Джонстон был переизбран на второй срок, завершив пребывание в должности в 2006 году. В годы руководства Джонстона ОЭСР утвердила «Принципы корпоративного управления», один из своих ключевых документов, начала борьбу с недобросовестной налоговой конкуренцией и начала разработку критериев сравнения образования в разных странах.
В последние годы жизни Джонстон, проживавший в сельской местности на востоке Квебека, страдал от рака поджелудочной железы и болезни Лайма. Скончался в феврале 2022 года в больнице в Ковансвиле (Квебек) после перенесённой операции.

## Награды
Заслуги Дональда Джонстона были отмечены рядом государственных наград Канады и других стран. 2006 году правительство Японии наградило его орденом Восходящего Солнца на большой ленте — высшей наградой страны, кототой может быть удостоен иностранный гражданин. В 2008 году он был произведён в офицеры ордена Канады. В 2012 году президент Франции произвёл Джонстона в кавалеры ордена Почётного Легиона за его деятельность на посту генерального секретаря ОЭСР.
Помимо государственных наград, Джонстон был также почётным доктором права Университета Макгилла (2003) и Королевского колледжа Лондона и почётным доктором экономики Братиславского университета.